# Trachyphloeus alternans
Trachyphloeus alternans är en skalbaggsart som beskrevs av Leonard Gyllenhaal 1834. Trachyphloeus alternans ingår i släktet Trachyphloeus, och familjen vivlar. Arten är reproducerande i Sverige.